# Théophile Tilmant
Théophile Joseph Alexandre Tilmant dit « Tilmant aîné », né le 9 juillet 1799 à Valenciennes et mort le 7 mai 1878 à Asnières, est un violoniste, compositeur et chef d'orchestre français.
Théophile Tilmant est un des sociétaires fondateur de l'Orchestre de la Société des concerts du Conservatoire en 1828, dont il est devenu le chef et le vice-président le 5 mai 1860, se retirant de la Société le 17 novembre 1863.

## Biographie
Au Conservatoire de Paris, il a été un élève de Kreutzer et a obtenu le premier prix en 1819. Il a joué dans l'orchestre de l'Opéra-Comique et dans celui de l'Opéra (alto à partir de 1824 et violon en 1826-38). Il a également dirigé l'orchestre du Théâtre-Italien (1838) et celui des Concerts du Gymnase musical (1834-1835).
Il a été chef principal de l'Opéra-Comique entre 1849 et 1868, de la Chapelle impériale et des concerts de la Cour (1852-1868).
Il était second violon du quatuor formé en 1831 par les frères Bohrer, puis il a fondé son propre quatuor en 1833 avec son frère Alexandre Tilmant, violoncelliste. Il a contribué à diffuser les derniers quatuors de Beethoven. Les concerts étaient donnés chez lui ou chez l'abbé Bardin. Cette activité a abouti à la création de la Société de musique classique (1847-1849) où étaient données les œuvres nouvelles.
Il demeurait au no 12 rue Notre-Dame-de-Lorette à Paris dans les années 1840
Théophile Tilmant a composé quelques morceaux pour le violon.
Tilmant a reçu la Légion d'honneur en 1861.
Il est inhumé au cimetière ancien d'Asnières-sur-Seine.

## Œuvre
Tilmant a dirigé les créations des œuvres suivantes :
- Le Désert, ode-symphonie de Félicien David, le 8 décembre 1844,
- Christophe Colomb, ode-symphonie de Félicien David, le 7 mars 1847,
- Le Caïd d'Ambroise Thomas le 3 janvier 1849,
- Le toréador d'Adolphe Adam le 18 mai 1849,
- Galathée de Victor Massé le 14 avril 1852,
- Le Sourd ou l’Auberge Pleine d'Adolphe Adam le 2 février 1853,
- Les Noces de Jeannette de Victor Massé le 4 février 1853,
- L'Étoile du Nord de Giacomo Meyerbeer le 16 février 1854,
- Mignon d'Ambroise Thomas le 17 novembre 1866.